# Ivan Kastiljski, gospodar Valencije de Camposa
Ivan Kastiljski (španjolski: Juan de Castilla; Sevilla – 25. VI. 1319.) bio je infant Kastilje i Leona. Sin kralja Alfonsa X. Mudrog i Violante Aragonske, Ivan je bio brat infanta Ferdinanda te stric Alfonsa de la Cerde.
Godine 1312., Ivan je postao „zaštitnik“ (skrbnik) svoga rođaka Alfonsa XI.
Dana 17. veljače 1281., Ivan je sklopio brak s Margaretom († 1286.); par je dobio sina Alfonsa od Valencije. Alfonso se oženio Terezijom, kćerju Juana de Lare, kao i Juanom Fernández de Castro, koja je bila unuka kralja Sanča IV. Kastiljskog.
Ivanova je druga supruga bila Marija Díaz I. de Haro („Marija Dobra“). Marijina i Ivanova djeca:
- Juan (hrv. „Ivan”)
- Lope
- Marija